# Ricardo Wellbach
Ricardo Wellbach (25 de Mayo, Misiones; 15 de febrero de 1962) es un político argentino del Partido de la Concordia Social, que se desempeñó como diputado nacional por la provincia de Misiones entre 2017 y 2021.

## Biografía
Nació en 1962 en la localidad de 25 de Mayo (Misiones). Estudió ciencia política en el Instituto Hernando Arias de Saavedra de Posadas, donde se graduó con un título técnico superior en 2002. Entre 1995 y 1999 fue consultor del Programa de las Naciones Unidas para el Desarrollo (PNUD).
Se desempeñó como miembro de la Cámara de Representantes de la Provincia de Misiones entre 2007 y 2011. En las elecciones legislativas de 2017, se postuló a la Cámara de Diputados de la Nación, siendo el primer candidato en la lista del Frente Renovador de la Concordia Social (FRCS). El Frente fue la alianza más votada en la provincia, con el 42,69% de los votos, y Wellbach fue elegido junto con la segunda candidata de la lista, Flavia Morales. Durante el período legislativo 2019-2021, Wellbach fue presidente del bloque «Frente de la Concordia Misionero» en la Cámara de Diputados.
Como diputado nacional, fue secretario de la comisión de Turismo, y vocal en las comisiones de Seguridad Interior; de Finanzas; y de Comunicaciones. Se opuso a la legalización del aborto en Argentina, votando en contra de los dos proyectos de ley de Interrupción Voluntaria del Embarazo, aprobados por la Cámara en 2018 y 2020.